# Herbert Wessel
Herbert Wessel (né le 12 mars 1943) est un athlète allemand, spécialiste des épreuves combinées. 
Il remporte la médaille d'argent du décathlon aux championnats d'Europe 1969, devancé par son compatriote est-allemand Joachim Kirst.
Il participe aux Jeux olympiques de 1968 mais est contraint à l'abandon.